# Liste des maires de Saint-Laurent-de-la-Salanque
Cet article dresse une liste par ordre de mandat des maires de Saint-Laurent-de-la-Salanque.

## Liste des maires
| Période       | Période         | Identité               | Étiquette               | Qualité |
| ------------- | --------------- | ---------------------- | ----------------------- | --- |
| 1790          | 1791            | Sébastien Malpas       |                         | |
| 1791          | 1791            | Jean Tine              |                         | |
| 1791          | 1793            | Jacques Canal          |                         | |
| 1793          | 1795            | Joseph Riu             |                         | |
| 1795          | 1800            | Andreu Malpas          |                         | |
| 1800          | 1802            | Jean Guiter-Reynalt    |                         | |
| 1803          | 1814            | Pierre Sanyas          |                         | |
| 1814          | 1820            | André Guiter           |                         | |
| 1821          | 1827            | Pierre Sanyas          |                         | |
| 1828          | 1829            | Prosper Riu            |                         | |
| 1829          | 1831            | Honoré Joué-Guiter     |                         | |
| 1831          | 1832            | Laurent Bonet          |                         | |
| 1833          | 1834            | François Artès         |                         | |
| 1835          | 1840            | Raymond Riu            |                         | |
| 1841          | 1845            | Laurent Bonet          |                         | |
| 1846          | 1848            | Eugène Mourat          |                         | |
| 1849          | 1851            | Laurent Bonet          |                         | |
| 1852          | 1854            | Antoine Sanyas         |                         | |
| 1855          | 1859            | Pierre Reynès          |                         | |
| 1860          | 1865            | Jules Besombes         |                         | |
| 1866          | 1877            | Eugène Mourat          |                         | |
| 1878          | 1879            | Étienne Bonet          |                         | |
| 1880          | 1891            | Nicolas Canal          |                         | |
| 1892          | 1893            | Antoine Parpère        |                         | |
| 1894          | 1895            | Vincent Henric         |                         | |
| 1896          | 1897            | Joseph Parazols        |                         | |
| 1897          | 1900            | Henri Manya            |                         | |
| 1901          | 1910            | Antoine Canal          |                         | |
| 1911          | 1918            | Eugène Mourat-Astor    |                         | |
| 1919          | 1924            | Raymond Combacal       |                         | |
| 1925          | 1935            | Augustin Joué-Delmas,  | SFIO                    | Exploitant agricole |
| 1935          | 1941            | Laurent Vidal-Barragué | SFIO                    | Capitaine au long cours, agriculteur et syndicaliste agricole Conseiller général de Saint-Laurent-de-la-Salanque (1937-1940) |
| 1941          | 1944            | Benjamin Canal         |                         | |
| 1944          | 1945            | Théodore Berthomieu    |                         | |
| 1945          | 1953            | Laurent Vidal-Barragué | SFIO                    | Capitaine au long cours, agriculteur et syndicaliste agricole Conseiller général de Saint-Laurent-de-la-Salanque (1937-1940) |
| 1953          | 1983            | Amédée Cadène          | DVG                     | Conseiller général de Saint-Laurent-de-la-Salanque (1955-1973) |
| 1983          | 2001            | René Marquès           | SE puis UDF puis UDF-AD | Médecin Expert près la cour d'appel de Montpellier (1976-1988) Conseiller général de Saint-Laurent-de-la-Salanque (1973-2004) Vice-président du conseil général des Pyrénées-Orientales (1976-1987) Président du conseil général des Pyrénées-Orientales (1987-1998) Sénateur (1992-2001) Chevalier de la Légion d'honneur Chevalier de l'ordre national du Mérite |
| 2001          | 5 avril 2014,   | Fernand Siré           | DVD puis UMP            | Médecin généraliste retraité Conseiller municipal (2014-2015,) Adjoint au maire (1989-2001) Conseiller général de Saint-Laurent-de-la-Salanque (2004-2010) Député (2010-2017) |
| 5 avril 2014  | 6 décembre 2024 | Alain Got,             | DVD puis UDI            | Ingénieur au CNRS retraité Président de Natura 2000/Étang de Salses-Leucate 1er adjoint au maire (2001-2013,) Conseiller général de Saint-Laurent-de-la-Salanque (2010-2011) Conseiller communautaire délégué de Perpignan Méditerranée Métropole, Candidat aux élections départementales de 2015                                                                  |
| décembre 2024 | En cours        | Laurence de Besombes   | LR                      | Gérante de société Première adjointe au maire (2019 → 2024) |